# Jacques-François-Camille Clère
Jacques François Camille Clère, né à Anzin le 17 juillet 1825 et mort le 17 août 1919 à Paris, était un peintre d'histoire et portraitiste français.

## Biographie
Fils d'un ingénieur des mines, il a dix ans lorsque sa famille s'installe à Paris. Disciple de Léon Cogniet dans l'atelier duquel il fait l'apprentissage de son art, il  intègre l'École des beaux-arts. Il est admis à exposer au Salon de peinture de Paris dès 1848, et obtient un Second Grand Prix de Rome en 1855 sur le sujet imposé César dans la barque (tableau qu'il légua par la suite au Musée des Beaux-Arts de Valenciennes).
Pendant son séjour romain, il fut membre du groupe des Caldarrosti.
Peintre académique à la technique précise, Clère se consacra à la peinture d'histoire ainsi qu'à l'art du portrait, dans lequel il s'assura une clientèle nombreuse.
Il est aussi l'auteur de Causeries, réflexions et souvenirs sur la peinture, ouvrage édité en 1905.
Il est inhumé au cimetière du Père-Lachaise (75e division).

## Œuvres répertoriées
- La Barque de César, Musée des Beaux-Arts de Valenciennes.
- Charlotte Corday, triptyque présenté au Salon de Paris en 1880, Musée d'Anzin.
- La Dernière veille de Cicéron, Musée de la Chartreuse.
- Jeune Italienne endormie, Musée de Cambrai.

## Sources
- Émile Bellier de La Chavignerie et Louis Auvray, Dictionnaire général des artistes de l'école française depuis l'origine des arts du dessin jusqu'à nos jours, Paris, Librairie Renouard, 1883, tome 1, p. 283.